# اسکات زیل
اسکات زیل (انگلیسی: Scott Ziehl) کارگردان فیلم اهل ایالات متحده آمریکا است. وی دانش‌آموختۀ علوم سیاسی و روان‌شناسی است.
از فیلم‌ها یا مجموعه‌های تلویزیونی که وی در آن‌ها نقش داشته است، می‌توان به مقاصد بی‌رحمانه ۳، کافه کنار جاده ۲ و مجاورت اشاره نمود.